# Тумак (язык)
Тумак (англ. tumak, dije, sara toumak, toumak, tumac, tumag, tummok) — язык восточночадской ветви чадской семьи, распространённый в юго-западной части Чада в регионе Мандуль.
Относится к группе
 языков сомрай. Численность говорящих — около 25 200 человек (1993). Язык бесписьменный.

## Вопросы классификации
Язык тумак включён в группу сомрай в классификации афразийских языков британского лингвиста Роджера Бленча (Roger Blench), в классификации чешского лингвиста Вацлава Блажека (Václav Blažek), в классификации, опубликованной в работе С. А. Бурлак и С. А. Старостина «Сравнительно-историческое языкознание» и в классификации чадских языков в статье В. Я. Порхомовского «Чадские языки», опубликованной в лингвистическом энциклопедическом словаре. При этом в составе группы сомрай тумак относят к подгруппе языков собственно сомрай (вместе с языками сомрай, мод (мотун), мульги (мире), мауер и ндам), противопоставляемой языкам подгруппы милту.

В классификации, представленной в справочнике языков мира Ethnologue, тумак включён вместе с языками мире (мульги), ндам и сомрай в состав подгруппы А1.1 группы А восточночадской языковой ветви.

## Ареал и численность
Язык тумак распространён в юго-западной части Чада — в междуречье Шари и Логон: в субпрефектуре Гуинди (англ. Gouindi) департамента Восточный Мандуль (на севере региона Мандуль), а также в сопредельных с регионом Мандуль районах регионов Танджиле и Среднее Шари. С севера к территории распространения языка тумак примыкает ареал близкородственного восточночадского языка ндам, с востока — ареалы адамава-убангийского языка ньелим и центральносуданского языка сара. На юге тумак граничит с центральносуданским языком гулай, на северо-западе — с близкородственным восточночадским языком мульги.
Численность говорящих согласно данным справочника Ethnologue составляет около 25 200 человек (1993). Согласно данным сайта Joshua Project численность этнической группы тумак — 53 000 человек. Подавляющее большинство носителей языка тумак — христиане.

## Диалекты
Иногда к диалектам языка тумак причисляют язык мод (мотун) — в частности, в справочнике Ethnologue мотун (мод) рассматривается как один из двух диалектов языка тумак наряду с собственно диалектом тумак.

## Лингвистическая характеристика

### Фонетика и фонология

#### Гласные
Вокализм языка тумак представлен следующими гласными фонемами:
|         | Передние | Средние | Задние |
| ------- | -------- | ------- | ------ |
| Верхние | i iː     | ɨ       | u uː   |
| Средние | e eː     | ə əː    | o oː   |
| Нижние  | ɛ        | a aː    | ɔ ɔː   |

#### Просодия
Как и все языки чадской семьи язык тумак относится к тональным.